# Caproni Ca.16
Dimensions
Le Caproni Ca.16, seizième modèle d'avion conçu et construit par le pionnier italien de l'aviation Gianni Caproni était un monoplan monomoteur de configuration moderne.  
Semblable au Caproni Ca.14 et au Caproni Ca.15, dont il est dérivé, c'était aussi un biplace proposé comme avion d'entrainement et d'apprentissage.  

## Histoire
Le Caproni Ca.16 a montré dès 1912 d'excellentes performances et en janvier 1913, il bat plusieurs  records du monde avant de se lancer fin février dans un long raid aérien qui ne prendra fin que le 3 mars 1913 et au cours duquel il va faire le tour de l’Italie. Un événement que l’on doit au journal La Gazzetta dello Sport, qui est donc aux manettes de ce périple pour espérer susciter un peu d’engouement dans le public pour l'aéronautique italienne.    

## Description
Le Caproni Ca.16 était un monoplan biplace monomoteur avec une configuration moderne, avec une hélice tractrice et un empennage. 
Il dérive des Ca.14 et 15, eux-mêmes basés sur la structure - initialement dérivée de celle du Blériot XI - que Gianni Caproni avait introduit pour la première fois à bord de ses avions à partir du Ca.8, après les expérimentations menées avec la série des biplans de Ca.1 à Ca.6 (le Ca.7 a été conçu, mais pas construit).
Sur le Ca.16, il était possible pour le premier pilote d'activer ou de désactiver les commandes du deuxième pilote (ou passager).

## Utilisation opérationnelle
L'histoire opérationnelle du Caproni Ca.16 est en grande partie liée à la figure du pilote russe  Chariton Nikanorovič Slavorosov (de), i Chariton Nikanorovič Slavorossov. Il s'était présenté à Vizzola Ticino, où se trouvaient à l'époque les ateliers de la société Caproni et Faccanoni, pour acheter une hélice pour son Blériot, en janvier 1913. Caproni connaissait déjà les compétences de ce pilote, qu'il avait vu voler à Vienne en 1912. Il lui proposa donc une place de pilote d'essai, que Slavorossov accepta.

### Les records
Le 24 janvier 1913, le pilote russe étant aux commandes, l'avion bat deux records du monde sur circuit fermé de 5 km avec un passager, parcourant 200 km en 1 h 56 min 30 s à 103 km/h de moyenne et les 250 km en 2 h 24 min 30 s, soit la vitesse moyenne de 103,81 km/h.

### Le raid de Milan à Rome
Le 23 février 1913, avec l'intention (teintée de tons patriotiques, voire nationalistes) de donner une impulsion à l'industrie aéronautique italienne, le vice-président de la Société italienne d'aviation Luigi Origoni et le secrétaire général du Touring Club italien et collaborateur de La Gazzetta dello Sport Arturo Mercanti a décidé de lancer un concours pour le premier raid de Milan à Rome effectué avec un avion italien. Le défi a été lancé en ces termes :
Le règlement stipulait que des escales étaient possibles, mais prévoyait que la durée de ce vol de presque 500 km (devait rester inférieure à 11 heures). Le temps était calculé du décollage à Milan à l'atterrissage à Rome, sans que le temps passé aux escales de ravitaillement soit déduit de cette valeur.
Gianni Caproni et ses collaborateurs, qui déjà en avril 1912 avaient émis l'hypothèse, puis écarté, d'un raid Milan-Rome, pensaient que la disponibilité du nouveau Ca.16 et celle de l'excellent pilote Slavorossov rendaient l'entreprise accessible. Il a été décidé d'utiliser un Ca.16 baptisé "Milano II", qui devait être livré à Rome, et pour lequel le colonel Maurizio Mario Moris, représentant l'armée italienne, a autorisé le transport par voie aérienne au lieu, comme prévu initialement, de la voie terrestre.
Le départ était prévu pour le matin du 26 février et, le 25, Slavorossov transféra le Milano II de Vizzola Ticino à l'aérodrome de Taliedo, près de Milan ; les prévisions météorologiques étaient bonnes, au moins pour le tronçon de Milan à Pise lieu de la seule et unique escale envisagée par le « plan de vol ».

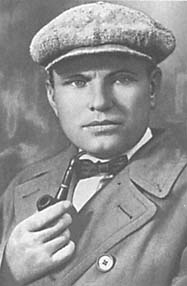
Slavorosof pilote d'essai chez Caproni en 1914.

De Milan à Pise (environ 215 km) : Slavorossov a décollé de l'aérodrome de Taliedo à 7 h 10, en direction de Pavie ; il devait atteindre Gênes après avoir survolé Voghera et Novi Ligure, pour ensuite poursuivre vers le sud le long de la côte tyrrhénienne. Des stations d'informations météorologiques avaient été installées en cours de route et certains navires de la Marine avaient reçu l'ordre de rester près de la côte pour aider le pilote si nécessaire.
Slavorossov, qui suivait à vue la ligne de chemin de fer, a survolé Pavie à 7 h 29 et, atteignant une altitude maximale de 1 700–1 800 m, a franchi les Apennins, arrivant à Gênes à 8 h 27; la première partie du vol avait été perturbée par quelques bancs de brouillard, tandis que le long de la côte le temps était clair, quoique venteux . 
L'aviateur a atterri à Pise à 10 heures du matin au bout de 2 h 50 de vol. En raison de la position du soleil qui l'a ébloui, cependant, Slavorossov a fait une erreur et n'a pas atterri au point prédéterminé, près de l'hippodrome de San Rossore (où une grande foule l'attendait), mais sur une pelouse à environ 3 km, à l'intérieur du domaine royal de San Rossore. 
Joint par les représentants de la Gazzetta dello Sport et par les autres qui l'attendaient sur le terrain, Slavorossov a pu se rafraîchir et une défaillance du réservoir de carburant de l'avion a pû être réparée. 
Entre-temps, à 13 heures, le pilote a voulu téléphoner à sa famille pour lui communiquer le succès de la première étape, mais lors du retour en voiture de l'endroit où se trouvait le téléphone jusqu'à la prairie où l'avion était resté, la voiture a eu un accident, dans lequel l'aviateur a subi une blessure au menton. Le départ pour Rome est donc retardé.
De Pise à Rome (environ 265 km) : L'avion a redémarré à 14 h 11. Cependant, en volant vers le sud, le temps s'est rapidement détérioré et à 15 heures, Slavorossov a été contraint par la pluie et le vent d'atterrir à Poggio all'Agnello, près de Piombino après 49 minutes de vol. En touchant le sol, les jantes du train d'atterrissage se sont déformées. Le temps est resté mauvais et, comme le mécanicien que Slavorossov avait contacté par télégraphe depuis la gare de Poggio all'Agnello pour des réparations n'arrivait pas, il a été contraint de reporter son départ et de passer la nuit chez le comte Desideri qui l'hébergeat dans sa villa. 
Le lendemain 27 février au matin, Slavorossov a été rejoint par Gianni Caproni qui jusque là l'attendait à Rome. Comme les mécaniciens n'étaient toujours pas arrivés, les deux pilotes ont réparé les dégâts, sans gravité, par eux-mêmes, avec l'aide de quelques agriculteurs. Le mauvais temps, cependant, avec des bulletins météorologiques négatifs continuant à arriver tout au long de la journée du 27, a une fois de plus empêché le départ. 
Le matin du 28 février, alors qu'il pleuvait encore à Rome, Slavorossov et Caproni, ayant vu le temps s'améliorer autour de Poggio all'Agnello, décidèrent d'essayer de terminer le raid, et le Ca.16 à décolla à 11 heures, après cette seconde étape imprévue.
Peu après 12 heures, cependant, le vent et la pluie ont de nouveau forcé Slavorossov à atterrir à Montalto di Castro, où il a dû attendre la fin de l'après-midi pour que le temps s'améliore suffisamment pour lui permettre de partir. Il repart à 16 h 56 et, bien qu'il continue de pleuvoir, ce n'est que la tombée de la nuit qui le pousse à décider, à 17 h 23, d'atterrir à nouveau, maintenant à Santa Marinella après seulement 27 minutes de vol. Slavorossov est rejoint, le soir même, par Caproni, et l'avion a été fixé au sol et couvert du mieux possible pour le protéger de la pluie.
Le mauvais temps, avec de fortes rafales de vent, a empêché le décollage pendant plusieurs jours. Ce n'est que le 3 mars qu'à 7 h 19, Slavorossov a pu partir ; le vent était toujours fort, mais bientôt Slavorossov arriva en vue de Rome et à 7 h 57, après avoir survolé à deux reprises le terrain destiné à l'atterrissage, il amena l'avion au sol, accueilli par les soldats qui avaient été affectés à la garde de l'aérodrome. Bien qu'ayant duré presque une semaine au lieu d'une journée, le temps de vol cumulé sur la distance ne fut que de 5 h 42 donc inférieur au maximum requis.

Le raid Milan-Rome.
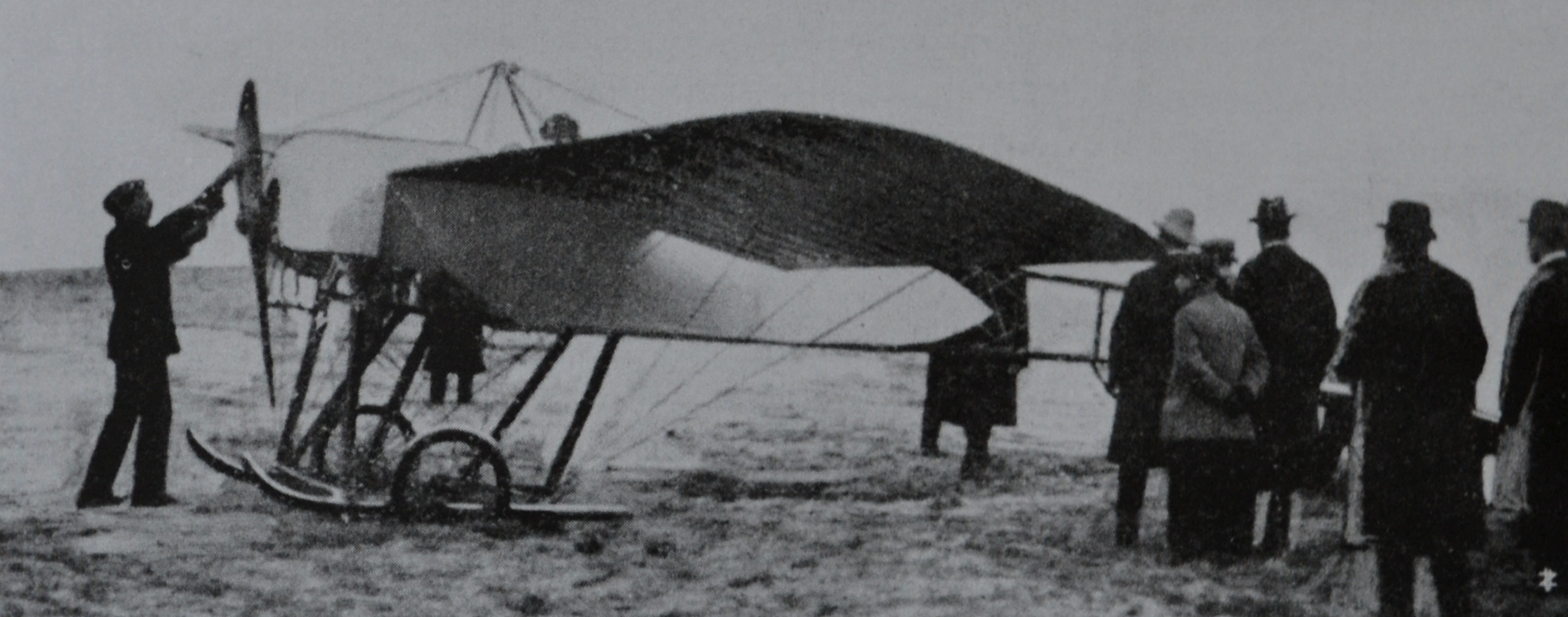
Le Caproni Ca.16 de Slavorossov à Taliedo, près de Milan, sur le point de partir pour le raid Milan-Rome, le 26 février 1913.
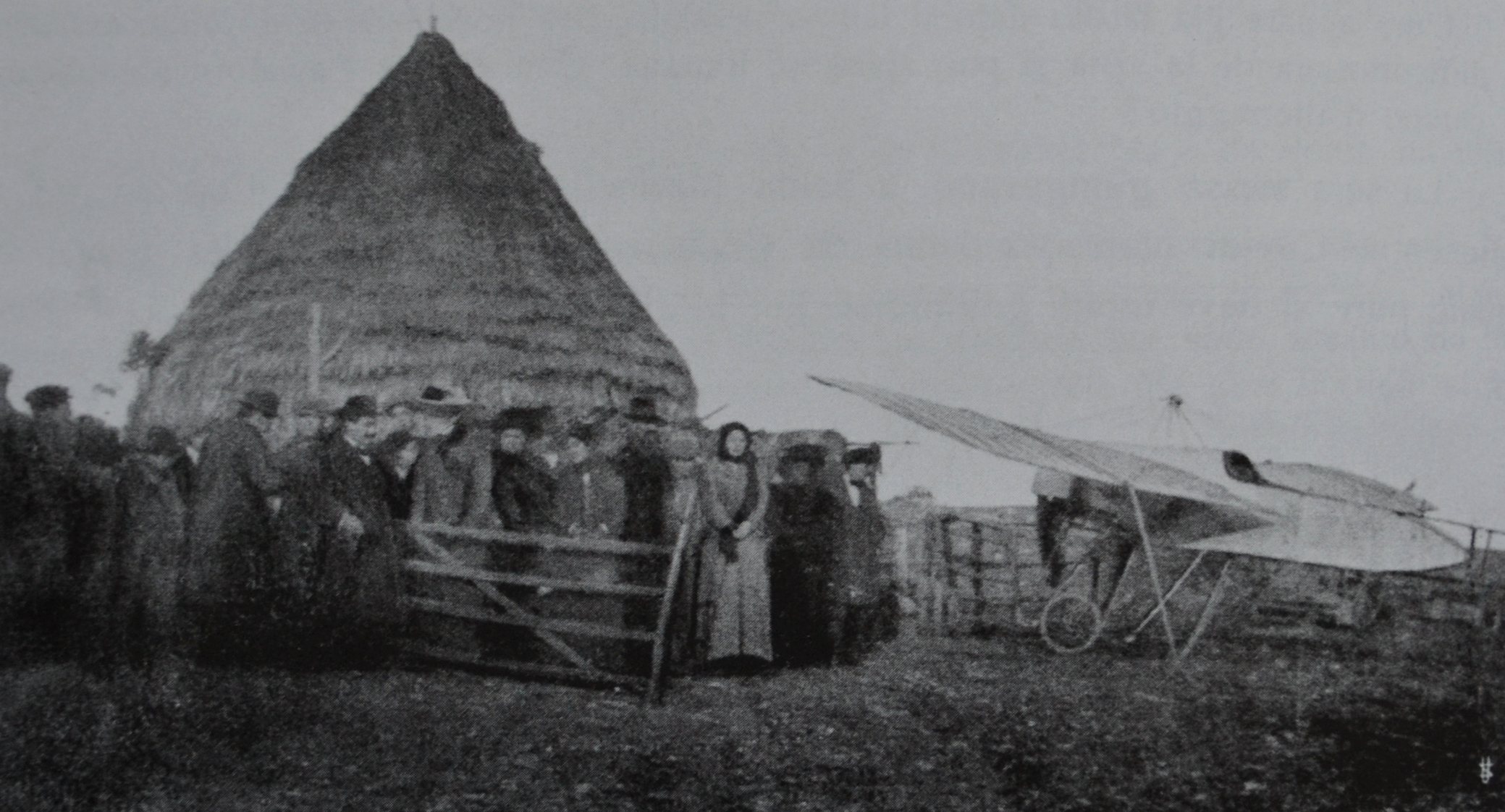
Slavorossov à Santa Marinella, juste avant d'arriver à Rome à la fin du raid Milan-Rome, fin février-début mars 1913.
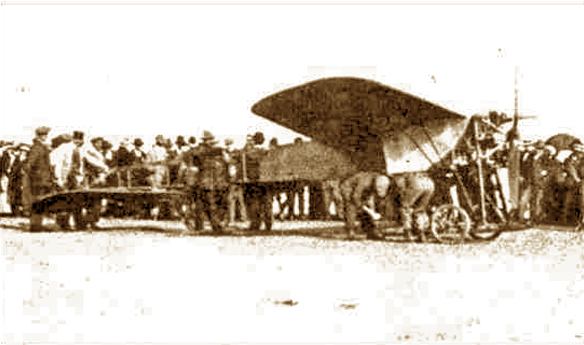
L'arrivée à Rome du Caproni Ca.16 de Slavorossov à la fin du raid, le 3 mars 1913.

Dans les jours suivants, bien que le raid Milan-Rome ne se soit pas déroulé de la manière requise pour l'attribution du prix, deux réceptions ont été données en l'honneur de Slavorossov, à Rome et à Milan, pour célébrer l'exploit remarquable. Des militaires, des journalistes, des représentants de l'Aéroclub d'Italie, du Touring Club et de la Société italienne de l'aviation étaient présents. L'entreprise de Slavorossov a reçu une large couverture médiatique : outre la Gazzetta dello Sport, Il Secolo (quotidiano) (it), le Corriere della Sera, le Resto del Carlino, Sport Reading et Sports Press ont écrit à son sujet.
Avec son biplan Ca 16, Slavorosov aura ainsi évolué dans le ciel de Milan à Rome et au-dessus de quelques-unes des plus importantes villes d’Italie, rencontrant un succès notable, mais qui ne bénéficiera pas trop à la société Caproni, qui faute de commandes devra fermer son usine. 
La firme sera nationalisée au cours de l'été 1913 et retrouvera un succès international grâce à ses bombardiers lourds biplans et triplans.

## Variantes
- Ca.14 sur ce biplace, les places du pilote et du passager étaient accessibles par 2 ouvertures séparées[1].
- Ca.15 identique au précédent mais les 2 sièges séparés et très proches n'étaient accessibles que par une seule ouverture dans la partie supérieure du fuselage[1].

| Caractéristiques     | Caproni Ca.14             | Caproni Ca.15             | Caproni Ca.16             |
| -------------------- | ------------------------- | ------------------------- | ------------------------- |
| Equipage             | 1                         | ?                         | 2                         |
| Longueur (m)         | 7.80                      | ?                         | 7.92                      |
| Envergure (m)        | 11.80                     | 11.80                     | 11.80                     |
| Hauteur (m)          | 2.85                      | 2.85                      | 2.85                      |
| Surface alaire (m²)  | 24                        | 24                        | 24                        |
| Poids à vide (kg)    | 435                       | ?                         | 365                       |
| Poids en charge (kg) | 685                       | ?                         | 615                       |
| Motorisation         | 1 Gnome Lambda            | 1 Gnome Lambda            | 1 Gnome Le Rhone 9C       |
| Type de moteur       | 7 cylindres radial        | 7 cylindres radial        | 9 cylindres radial        |
| Refroidissement      | Air                       | Air                       | Air                       |
| Puissance (kW)       | 60                        | ?                         | 80                        |
| Hélice               | Bipale en bois à pas fixe | Bipale en bois à pas fixe | Bipale en bois à pas fixe |
| Vitesse maxi (km/h)  | 120                       | ?                         | 110                       |
| Exemplaires produits | 1                         | ?                         | 1                         |